# 노라구구메
노라구구메(Noragugume)는 이탈리아 사르데냐 주 누오로도에 있는 코무네 (지자체)로, 칼리아리 북쪽 약 110 킬로미터 (68 mi), 누오로 서쪽 약 35 킬로미터 (22 mi) 지점에 있다.
노라구구메는 다음 지자체와 접한다: 볼로타나, 두알키, 오타나, 세딜로, 실라누스.